# Japanische Außenpolitik der Meiji-Zeit
Während der Meiji-Zeit wurde die Außenpolitik Japans modernisiert. Japan betritt die internationale Bühne und beginnt mit einer expansiven Außenpolitik. Bis zu diesem Zeitpunkt waren die außenpolitischen Verhältnisse durch kulturelle Unterschiede und Tributverhältnisse in Ostasien gekennzeichnet. Im Russisch-Japanischen Krieg besiegt erstmals eine asiatische eine europäische bzw. westliche Macht. 

## Die Meiji-Zeit (1868–1912)

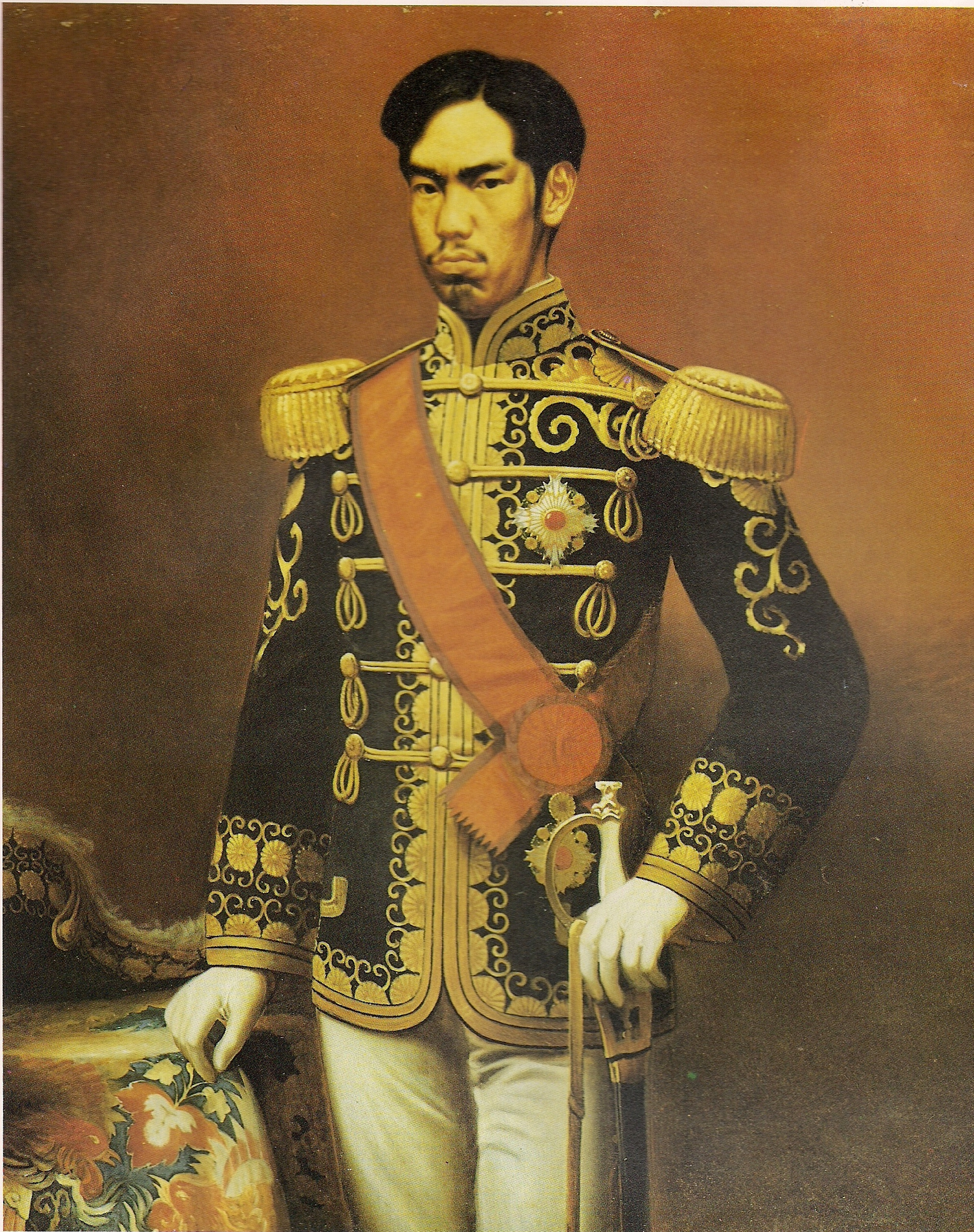
Imperator Meiji

Japan wurde zunehmend moderner und näherte sich dem Westen an. Dieser Umschwung vom abgeschotteten Japan (Sakoku) zu einem international respektierten und modernen Japan war nicht einfach und forderte zahlreiche Verluste durch Aufstände und Anschläge innerhalb Japans. 
Es wurde eine Abschaffung des Shogunats erwünscht und es sollte durch ein neues, politisches System nach westlichem Vorbild ersetzt werden. Grund für die Öffnung und Restaurierung Japans, waren unter anderem die vermehrte Ankunft ausländischer Schiffe seit dem 19. Jahrhundert, in Japan. Formell fand die Restauration erst mit der Verfassung des Japanischen Kaiserreichs von 1890 ein Ende. Die Meiji-Restaurationsverträge mit westlichen Ländern ruinierten nicht nur die kleinen und mittleren Produzenten Japans, sondern untergruben auch die Entwicklung der nationalen Wirtschaft. Obwohl Japan immer noch abhängig von den Westmächten war, versuchte das japanische Reich seinen Einfluss auf die umliegenden asiatischen Länder zu erweitern. 

## Japanisch-Koreanischer Interessenskonflikt
Den ersten einseitigen Vertrag hat Japan zu Korea noch im Jahr 1876 aufgezwungen. Seitdem hatten die Japaner fast monopolistische Rechte auf dem koreanischen Markt. Sie haben nicht nur chinesische Konkurrenten aus dem Markt verdrängt, sondern auch die koreanischen Händler unterdrückt. Das Ganze glich eher einem Raub Koreas, der fast die ganze koreanische Bevölkerung ins Elend stürzte. Das Resultat waren antijapanischen Bewegungen.
Im Juli 1882 brach in Seoul ein Aufstand aus. Die Japaner waren dazu gezwungen, in Panik aus der Stadt zu fliehen. Sie kehrten aber bald mit der Begleitung des Geschwaders von Kriegsschiffen zurück. Die koreanische Regierung wurde gezwungen, eine große Entschädigung zu zahlen und hatte die Erlaubnis zum Halten der Sicherheitskräfte für japanische Mission in Seoul gegeben. Und im Dezember 1884 organisierten Japaner einen Staatsstreich.
Die japanische Kolonialpolitik konnte in China nicht unbemerkt bleiben, da Korea seit Jahrhunderten gegenüber China tributpflichtig war. Zur Halbinsel wurden chinesische Truppen geschickt, die japanischen Diplomaten hatten aber Peking vorgeschlagen, japanische und chinesische Truppen aus Korea zurückzuziehen und weiterhin Expeditionskorps nur im gegenseitigen Einvernehmen zu senden. Ein gemeinsames Protektorat über Korea wurde im April 1885 im Vertrag von Tianjin festgelegt.
Dies blieb so bis zum 17. April 1895, als das Kaiserreich China im Rahmen des Streits um die Vorherrschaft auf der Koreanischen Halbinsel den Ersten Japanisch-Chinesischen Krieg gegen das Kaiserreich Japan verlor.

## Japanisch-Chinesischer Konflikt

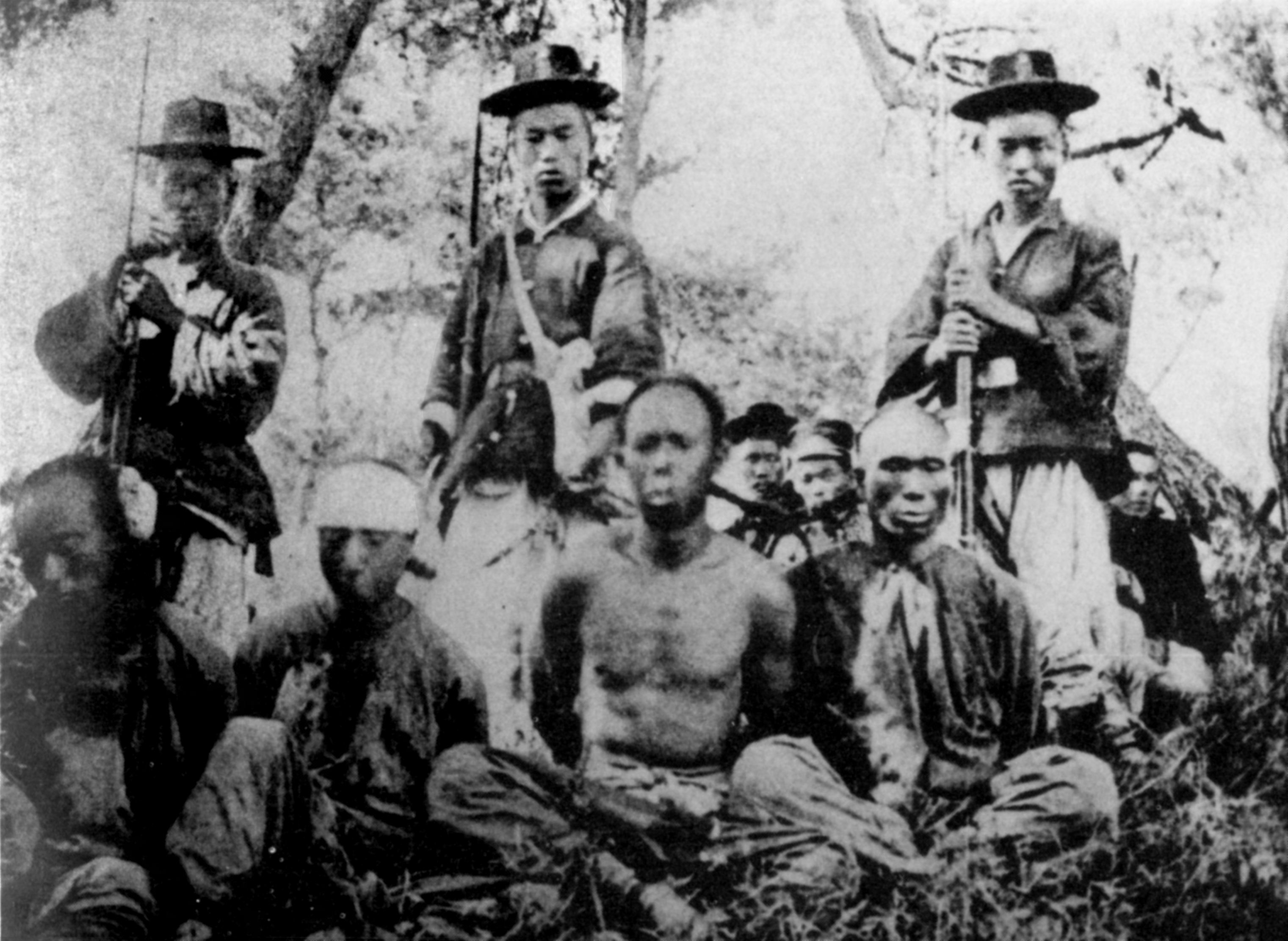
Koreanische Soldaten und chinesische Gefangene im Ersten Sino-Japanischen Krieg. Jahr 1894

Während des Japanisch-Chinesischen Krieges von 1894–1895 fiel die Jinzhou-Festung, die Japaner besetzten die Marinestützpunkte Port Arthur, Weihaiwei und die Lüshunkou-Festung. China hat dringend um einen Waffenstillstand gebeten. Die Japaner haben als Antwort ziemlich strenge Bedingungen gestellt, indem Chinas Verzicht auf alle Rechte an Korea, eine Abtretung für eine Reihe von chinesischen Territorien (Liaodong-Halbinsel, Taiwan, Penghu-Inseln) an Japan und eine enorme Barabfindung vorgesehen war. Die halbherzige Zustimmung Chinas für diese exorbitanten Forderungen wurde im Vertrag von Shimonoseki im April 1895 aufgezeichnet. Jedoch ist Japan daran gescheitert, alle diese Vereinbarungen umzusetzen. Russland, das eine wachsende militärische Bedrohung von japanischer Seite spürte, hatte den Japanern geraten, auf die Annexion der Liaodong-Halbinsel zu verzichten. Frankreich und Deutschland haben den Wunsch Russlands unterstützt. Da Japan nicht bereit für die Konfrontation mit diesen Ländern war, wurde es zur Annahme dieses Vorschlags gezwungen.
Als Ergebnis des Siegs gegen China trat Japan den kolonialen Großmächten bei. Von 365 Millionen Yen, die von China als Kontribution erhalten wurden, wurden 20 Mio. dem Kaiser gegeben, 10 Mio. gingen jeweils an die Entwicklung der Bildung und eines Naturkatastrophenschutzprogrammes. Der Rest, nämlich 325 Mio., wurden für die Bedürfnisse der Armee und der Flotte ausgegeben.

## Russisch-Japanischer Krieg

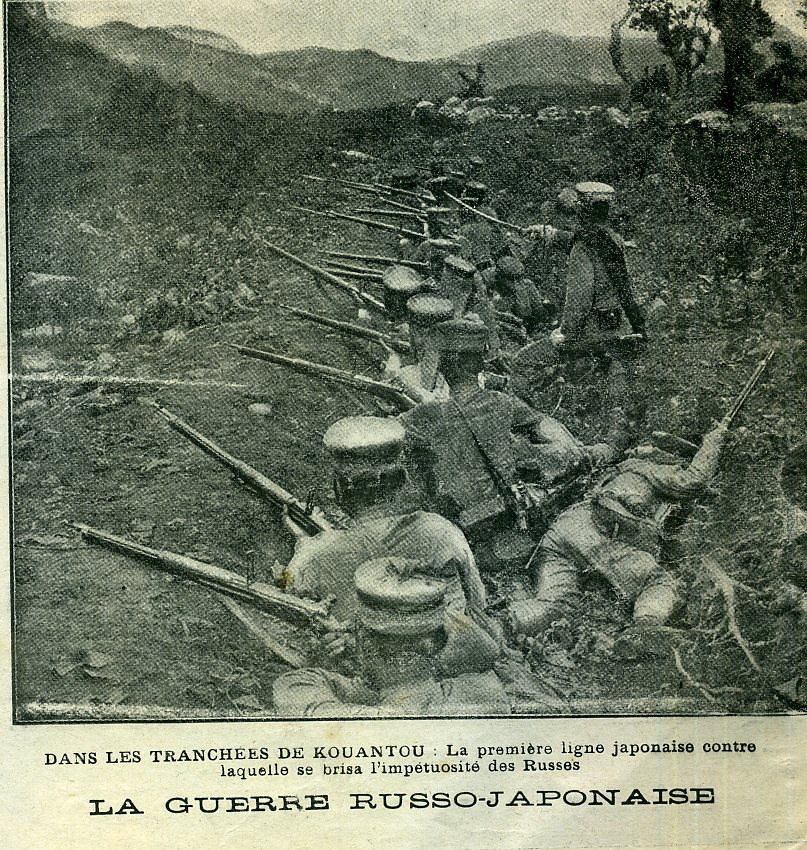
Schlachtfeld des Russisch-Japanischen Krieges

Der Russisch-Japanische Krieg, der auch als „World War Zero“ bezeichnet wird, fand im Zeitraum vom Jahr 1904 bis 1905 statt. Grund für den Konflikt war die Kollision japanischer und russischer Interessen. Beide Nationen wollten sich die Vorherrschaft in Korea und der Mandschurei sichern, während sowohl Japan als auch Russland vermehrte Präsenz im asiatischen Raum zeigten.
Der Japanisch-Russische Konflikt verstärkte sich seit 1891 durch den Bau der Transsibirischen Eisenbahn. China und Russland sicherten sich gegenseitige Unterstützung zu. China gestattete den Bau und Russland sollte China im Falle eines Japanischen Angriffs mit Truppen unterstützen. Zudem besetzte Russland am 4. Dezember 1897 den Hafen Port Arthur, um sich einen Stützpunkt im asiatischen Raum zu sichern. Japan reagierte daraufhin später, mit einem Überraschungsangriff auf das von Russen besetzte Port Arthur. Diese sahen sich gezwungen, die russischen Truppen aus der Mandschurei abzuziehen, während Japan Port Arthur einnahm. Am Ende obsiegte Japan.
Das Ende des Krieges lieferte der Vertrag von Portsmouth vom 5. September 1905, bei dem die USA vermittelten. Dieser besagte, dass Russland Liaoyang und Port Arthur aufgeben mussten. Zusätzlich traten sie die südliche Hälfte Sachalin ab und zogen sich aus der Mandschurei zurück. Russland konnte hierbei milde Vertragsbedingungen aushandeln, die dazu führten, dass die japanischen Forderungen nach Reparationen und der Abtretung Sachalins scheiterten. Diese führten schlussendlich zu den Hibiya-Unruhen.

## Ende der Meiji-Zeit
Im Jahr 1912, nachdem der Tenno gestorben war, kam die neue Regierung zur Macht. Sie hatte sich bereit erklärt, auf die militärische Intervention in China zu verzichten. Mit Amtsantritt von Kaiser Yoshihito endete die Meiji-Ära und es begann die Taishō-Ära.